# Relations entre l'Éthiopie et le Japon
Les Relations entre l'Éthiopie et le Japon désignent les relations internationales entre l'Éthiopie et le Japon. Les deux sont des nations avec une histoire ancienne qui ont repoussé avec succès des armées européennes venues les dominer, l'Éthiopie à la bataille d'Adoua, le Japon à la bataille de Tsushima, et en conséquence les deux nations se considéraient comme des alliés potentiels avant la Seconde Guerre mondiale.

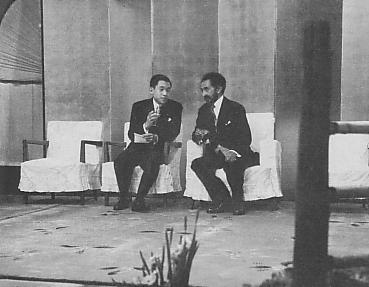
Le prince héritier Akihito en compagnie de l’empereur Haïlé Sélassié Ier, 1955.

## Avant-guerre
Les deux pays ont signé un Traité d'amitié et de commerce en 1930. L'année suivante, l'Éthiopie a tendu la main à son allié asiatique potentiel quand le ministre des affaires étrangères éthiopien Heruy Welde Selassie a visité le Japon en 1931, expliquant les avantages possibles - économiques et militaires - d'une coopération entre les deux pays. Il fut chaleureusement reçu par les fonctionnaires du gouvernement et par le peuple du Japon. En particulier, les ultra-nationalistes japonais, qui souhaitaient monter une alliance mondiale des « peuples colorés », pensaient que l'Éthiopie jouerait un rôle crucial dans cette alliance. Heruy a plus tard écrit sur sa visite au Japon dans son livre, Mahidere Birhan : Hagre Japan (« le document du Japon »), dans lequel il exposait sa conviction que l'Éthiopie et le Japon partageaient un certain nombre de similitudes, et devaient être plus conscient l'un envers l'autre ; cela étant dit, il a reconnu que le Japon était le plus prospère des deux pays et avait mieux réussi sa modernisation. Le succès de cette visite en dehors de l'Éthiopie conforta les rumeurs de l'époque disant que le Prince héritier de l'Éthiopie épouserait une princesse de la famille impériale japonaise !
En 1934, deux canonnières japonaises ont accosté à Djibouti, la porte maritime principale de Éthiopie, et le gouvernement japonais a envoyé Yutaka Tsuchida en tournée d'inspection de l'Éthiopie. Bien que désireux de protéger l'indépendance de l'Éthiopie contre les prétentions du Royaume-Uni, de la France, et de l'Italie, et optimiste au sujet des occasions commerciales, Tsuchida estimait que le Japon, loin de l'Éthiopie, ne pouvait pas espérer y exercer ses ambitions impérialistes.
Toutefois, à la veille de la Seconde guerre italo-éthiopienne, quand l'Éthiopie a eu besoin de l'aide des Japonais, le gouvernement japonais a décidé de soutenir son allié de l'axe, l'Italie. L'ambassadeur japonais en Italie, le Dr. Yotaro Sugimura, a assuré à Benito Mussolini le 16 juillet 1935 que son pays n'avait aucune visées politiques en Éthiopie et maintiendrait sa neutralité dans la prochaine guerre de l'Italie. Ses commentaires ont provoqué un tollé au Japon, où il y avait une affinité populaire pour l'empire africain. En dépit de cette opinion populaire, quand l'Éthiopie demanda de l'aide au Japon le 2 août, celui-ci a refusé : même la demande modeste que le gouvernement japonais déclare officiellement son soutien à l'Éthiopie dans le prochain conflit fut refusée.
En 1955, le Japon et l'Éthiopie ont rétabli des liens diplomatiques, et trois ans après, ils ont échangé des ambassadeurs. Avant la Guerre civile éthiopienne de 1974, les investisseurs japonais jouaient un rôle important dans l'industrie textile éthiopienne, après quoi leurs possessions furent nationalisées. En 1982 et en 1983, le gouvernement éthiopien a remboursé les Japonais et les autres ressortissants étrangers de la perte de leurs investissements. Après la chute du Derg, les investissements japonais et l'aide étrangère ont repris en Éthiopie. Le ministre des affaires étrangères éthiopien Seyoum Mesfin a visité le Japon en 1992, et en 1996, le premier ministre Meles Zenawi a également fait une visite officielle au Japon. En échange, la ministre des affaires étrangères japonaise Yoriko Kawaguchi a visité l'Éthiopie en 2002.